# Friedrich Kind
Friedrich Kind (Leipzig, 20 december 1928 – Geeste, 5 februari 2000) was een Oost-Duits christendemocratisch politicus. 

## Loopbaan
In 1946 trad Kind toe tot de Freie Deutsche Jugend en de vakbond FDGB. Van 1947 tot 1949 was hij gebiedsleider van de FDJ in Chemnitz. In 1948 trad hij toe tot de Oost-Duitse Christlich-Demokratische Union Deutschlands (DDR) (CDU). Van 1950 tot 1952 was hij secretaris van de CDU van de deelstaat Brandenburg. Van 1952 tot 1990 was Kind voorzitter van het CDU-Bezirksbestuur van Potsdam.
Van 1952 tot 1954 en van 1958 tot 1990 was hij lid van de Volkskammer voor de CDU en van 1954 tot 1958 was hij lid van de Länderkammer. Van september 1960 tot januari 1990 was hij lid van de Staatsraad van de DDR.
Hij behaalde in 1972 zijn lerarenakte geschiedenis en promoveerde in 1982 tot doctor op een dissertatie over de geschiedenis van de Brandenburgse CDU.